# Вільям Елмон Вілер
Вільям Елмон Вілер (іноді Уілер; англ. William Almon Wheeler; нар. 30 червня 1819, Мелоун, Нью-Йорк — пом. 4 червня 1887, Мелоун) — політик США, віцепрезидент США в 1877-1881, член Республіканської партії.
Вільям Вілер закінчив Університет Вермонту і в 1845 був допущений до юридичної практики в своєму рідному місті. В 1850 він був обраний в асамблею штату Нью-Йорк, в 1858-1860 був членом Сенату штату. В 1861-1863 і в 1869-1877 роках — депутат Палати представників. Він мав репутацію чесної людини і, незважаючи на тривалу політичну кар'єру, не був відомий за межами свого округу. В 1876 Вілер несподівано для самого себе був обраний кандидатом у віце-президенти США в парі з Резерфордом Хейзом після жартівливої пропозиції одного з депутатів конвенту, мало не зайшовши у глухий кут. На виборах, що стали найскандальнішими в історії США, Хейз і Вілер здобули перемогу. Вілер не міг балотуватися на другий термін через небажання Хейза. Після закінчення повноважень Вілер залишив політичну і фінансову діяльність за станом здоров'я.